# Bigmir)net
bigmir)net — український інтернет-портал. Почав свою роботу в листопаді 2000 року.
На порталі працюють 17 сервісів bigmir)net, найбільшими з яких є Рейтинг сайтів, Пошта та Погода. Станом на травень 2012 щодня портал відвідують понад півмільйона осіб.
Власник — UMH group, що належить з 2013 року Сергію Курченку. Раніше портал належав українському медіахолдингу «KP Media», засновником якого був Джед Санден. Компанія була офіційним дистриб'ютором Google AdWords в Україні.